# Голландское королевство
Голландское королевство или Королевство Голландия (нидерл. Koningrijk Holland, фр. Royaume de Hollande) — государство, созданное императором Наполеоном I на территории бывшей республики Соединённых провинций, существовало с 1806 по 1810 годы.
В июне 1806 года Голландское королевство пришло на смену Батавской республике. Это преобразование продолжало начатую с возникновением Империи тенденцию перехода от марионеточных республик, ориентирующихся на французскую Директорию, к монархиям, управляемым родственниками Наполеона I или им самим через вице-королей. На престол Голландии Наполеон посадил своего младшего брата Людовика Бонапарта.
По территории Голландское королевство соответствовало современным Нидерландам, но без Лимбурга и некоторых районов Зеландии, которые входили в состав Франции. В 1807 году к королевству были добавлены отторгнутая от Пруссии Восточная Фризия и российский Евер, а после британского вторжения в 1809 году территории к югу от Рейна (включая Брабант) были аннексированы Францией.
В 1810 году Наполеон, недовольный братом, который проводил собственную политику и стремился отстаивать интересы голландцев, упразднил нидерландскую государственность и объявил об аннексии всей Голландии Францией. Во время возникшего кризиса Людовик Бонапарт отрёкся от престола, и голландским королём формально несколько дней был его малолетний сын, Людовик II (1804—1831).